# Hidekazu Ōtani
Hidekazu Ōtani (jap. 大谷 秀和, Ōtani Hidekazu; * 6. November 1984 in Nagareyama, Präfektur Chiba) ist ein japanischer Fußballspieler.

## Karriere
Hidekazu Ōtani erlernte das Fußballspielen in der Jugendmannschaft von Kashiwa Reysol. Hier unterschrieb er auch 2003 seinen ersten Profivertrag. Der Verein aus Kashiwa, einer Großstadt in der Präfektur Chiba auf Honshū, der Hauptinsel von Japan, spielte in der höchsten Liga des Landes, der J1 League. 2006 musste er mit dem Club den Weg in die Zweitklassigkeit antreten. Ein Jahr später gelang als Vizemeister der J2 der direkte Wiederaufstieg. 2008 stand er mit Kashiwa im Finale des Emperor’s Cup, das man jedoch mit 1:0 gegen Gamba Osaka verlor. Ende 2009 musste er wieder den Weg in die Zweitklassigkeit antreten. 2010 wurde er mit dem Club Meister und stieg wieder direkt in die erste Liga auf. 2011 feierte er als Aufsteiger die japanische Fußballmeisterschaft. 2012 erreichte er mit Kashiwa wieder das Endspiel im Emperor’s Cup. Hier besiegte man Gamba Osaka mit 1:0. Ein Jahr später stand er im Finale des J. League Cup, dass man mit 1:0 gegen die Urawa Red Diamonds gewann. 2018 erfolgte der erneute Abstieg in die zweite Liga. Auch dieses Mal konnte man im darauffolgenden Jahr als Meister den direkten Wiederaufstieg schaffen.

## Erfolge
Kashiwa Reysol
- J1 League: 2011

- J. League Cup: 2013

- Japanischer Supercup: 2012

- J2 League

Meister: 2010, 2019
Vizemeister: 2006
- Emperor’s Cup

Sieger: 2012
Finalist: 2008